# Bussy-Albieux
Bussy-Albieux is een gemeente in het Franse departement Loire (regio Auvergne-Rhône-Alpes) en telt 454 inwoners (2005). De plaats maakt deel uit van het arrondissement Montbrison.

## Geografie
De oppervlakte van Bussy-Albieux bedraagt 19,5 km², de bevolkingsdichtheid is 23,3 inwoners per km².
De onderstaande kaart toont de ligging van Bussy-Albieux met de belangrijkste infrastructuur en aangrenzende gemeenten.

## Demografie
Onderstaande figuur toont het verloop van het inwonertal (bron: INSEE-tellingen).